# Claudia Cardinale (film)
Claudia Cardinale è un cortometraggio documentario del 1965, diretto da Harry Kümel per pubblicizzare l'attrice Claudia Cardinale.